# Comté de Fagnolle
Pour les articles homonymes, voir Fagnolle.
20 juillet 1770 – 1792
Entités suivantes :
- République française

Le comté de Fagnolle (ou Fagnolles) était l'un des plus petits comtés appartenant au Cercle de Westphalie du Saint-Empire romain germanique. Reprenant le territoire de l'actuel village de Fagnolle, il formait une enclave dans la principauté de Liège à proximité de la bonne ville de Couvin et de la place-forte de Mariembourg. Ces terres étaient possession de la famille de Ligne depuis le XIe siècle.
Le 20 juillet 1770, la baronnie de Fagnolle fut élevée au rang de comté d'Empire au profit du prince Charles-Joseph de Ligne. Le prince demanda l'admission au Cercle de Westphalie en 1772 et en 1773 au banc des comtes de Westphalie.
En 1787, il est admis au Cercle et intègre la partie catholique en 1788.
Le comté est rebaptisé en comté de Ligne le 8 mars 1789. Un décret impérial du 21 mars 1789 permet au prince de rejoindre le banc des comtes de Westphalie au sein de la Diète d'Empire. Mais à la suite des décès successifs de deux empereurs et du déclenchement de la révolution en France, l'introduction du prince à la Diète n'a lieu qu'en 1792.
La même année, la France occupe les Pays-Bas méridionaux. Fagnolle subit le même sort et est intégré au département des Ardennes. Le 25 février 1803, à la suite de la confiscation de leurs biens lors de l'annexion française et consécutivement au Traité de Lunéville, la famille de Ligne reçoit une compensation par le Recès de la Diète d’Empire. À l'article 11 de la résolution, il est écrit que : pour la perte de Fagnolle, le prince de Ligne obtient l'abbaye d'Edelstetten comme comté. Il obtint également un siège au conseil impérial (Reichsfürstenrat), au banc des comtes de Souabe, le siège CXXVI (numéro 126). Le 22 mai 1804, le prince Charles-Joseph  vendit le comté d'Edelstetten au prince Esterhazy de Galantha. Le prince de Ligne conserve malgré tout son siège au banc des comtes de Westphalie.[réf. nécessaire]
En 1815, le Traité de Paris attribue le comté à Guillaume des Pays-Bas. Le village est alors administré dans le cadre de la province néerlandaise de Namur. De 1830 à 1839, Fagnolle tente de faire valoir son indépendance auprès de la Belgique.

## Liste des seigneurs de Fagnolle

### Seigneur de Fagnolle
- Jacques I, Sire de Fagnolle, vers 1215,

### Maison de Rumigny
- Hugues I de Rumigny (1218-1249), Seigneur de Fagnolle, époux de Marie N. en 1235,
- Hugues II de Rumigny (1235-1268), fils du précédent, Seigneur de Fagnolle, époux de Marie en 1268,
- Robert de Fagnolle (1279-1305), fils du précédent, Seigneur de Fagnolle, de Wiège et de Rieu, époux de Guyotte Pelicornes,
- Jacquemin de Rumigny († vers 1327), fils du précédent, époux de Marguerite de Mirwart,
- Hugues III de Fagnolle (1312-1318), frère de Hugues III, Seigneur de Fagnolle et de Wiège,
- Hugues IV de Fagnolle (1331-1357), fils du précédent, Seigneur de Fagnolle, époux de Jeanne de Villers-la-Ville,
- Jacques de Fagnolle († 1357), fils du précédent, Seigneur de Villers-le-Ville, époux de Marie d’Enghien,
- Marie de Fagnolle, fille du précédent, dame de Fagnolle, Wiège et Villers-le-Ville, épouse d'Aubert de Cany,
- Marie de Rumigny († 1333), dame de Fagnolle, épouse Gérard I d’Enghien, Châtelain de Mons, Seigneur d'Havré († 1361),

### Maison d'Enghien
- Gérard II d'Enghien († vers 1385), fils du précédent, Châtelain de Mons, Seigneur d’Havré, de Fagnolle, époux de Jeanne de Barbançon, fille de Nicolas et Marguerite d’Agimont,
- Gérard III d’Enghien († 1423/27), fils du précédent, Châtelain de Mons, Seigneur d'Havré, époux de Jeanne de Seraing,
- Gérard IV d’Enghien († 1420), fils du précédent, Seigneur de Warfusée, Seraing, Presles, Walhain,
- Jacques d'Enghien († 1427), oncle du précédent, Châtelain de Mons, Seigneur d’Havré, de Fagnolle épouse en premières noces Jacqueline de Saint-Aubert et en secondes noces Marie de Roucy,
- Marie (Yolande) d’Enghien, dame de Fagnolle, épouse Aubert Le Flamenc, maîtresse de Louis de Valois duc d’Orléans et mère de Jean de Dunois, "Bâtard d'Orléans"
- Jeanne Le Flamenc († 1470), dame de Canny-sur-Matz, Fagnolle, fille de la précédente
- Jean III de Barbençon († 1470), époux de la précédente, Seigneur de Jeumont, La Longueville et Werchin, sénéchal du Hainaut

### Maison de Barbençon
- Jacques de Werchin († avant 1473), fils du précédent, Seigneur de Walincourt, de Blaregnies et de Fagnolle, époux de Jacqueline de Moy († vers 1481),
- Nicolas de Werchin († 1513), fils du précédent, Baron de Werchin et de Cysoing, Seigneur de Roubaix, époux de Jolande de Luxembourg, Dame de Roubaix,
- Jean de Werchin († 1518), fils du précédent, Seigneur de Fagnolle,
- Pierre de Werchin († 1556) (aussi appelé Pierre de Barbençon), frère du précédent, Seigneur de Roubaix, Baron de Werchin, chevalier de l'ordre de la Toison d'or,
- Yolande de Barbençon († 1593), fille du précédent, Dame de Werchin, de Roubaix, de Cysoing et d'Herzelles, Dame de Fagnolle, épouse en 1553 de Hugues de Melun, 1er Prince d'Épinoy,
- Charlotte († 1571), Dame de Jeumont et de Fagnolle, sœur de la précédente, épouse en premières noces de Charles de Henin et en secondes noces de Maximilien de Hénin-Liétard († 1578), Seigneur de Beuvry et 2e Comte de Boussu,

### Maison de Hénin
- Pierre II de Henin-Liétard († 1598), fils de Charlotte, 3e Comte de Boussu, Baron de Fagnolle, époux de Marguerite de Croy († 1614), fille de Philippe III de Croÿ, duc d'Aerschot,

### Maison de Melun
- Marie de Melun († 1634), fille de Yolande de Barbençon,

### Maison de Ligne
- Lamoral (1563-1624), 1er Prince de Ligne, épouse le 1er février 1584 Marie de Melun,
- Florent (1588-1622) fils du précédent, 1er Prince d'Amblise,
- Albert Henri (1615-1641), fils du précédent, 2e Prince de Ligne, 2e Prince d'Amblise et d'Épinoy,
- Claude Lamoral I (1618-1679), frère du précédent, 3e Prince de Ligne, 3e Prince d'Amblise et d'Épinoy,
- Henri Ernest (1644-1702), fils du précédent, 4e Prince de Ligne, 4e Prince d'Amblise et d'Épinoy,
- Antoine II Joseph (1682-1750), fils du précédent, 5e Prince de Ligne, 5e Prince d'Amblise et d'Épinoy,
- Claude Lamoral II (1685-1766), frère du précédent, 6e Prince de Ligne, 6e Prince d'Amblise et d'Épinoy,
- Charles Joseph (1735-1814), fils du précédent, Souverain de Fagnolle.

## Source
- (nl) Cet article est partiellement ou en totalité issu de l’article de Wikipédia en néerlandais intitulé « Graafschap Fagnolle » (voir la liste des auteurs).

## Référence
- Gachard Louis Prosper, Note sur l'indépendance de la terre de Fagnolle et sur l'érection de cette terre en comté d'empire, en faveur du prince Charles-Joseph de Liège., Bulletins de l'Académie royale de Belgique, tome XIX, no 4,1852